# Harold Mahony
Harold Segerson Mahony, także Mahoney (ur. 13 lutego 1867 w Edynburgu, zm. 27 czerwca 1905 w Kerry) – irlandzki tenisista, zwycięzca Wimbledonu, medalista olimpijski.
W 1905 roku zginął w wypadku w czasie jazdy rowerem.

## Kariera tenisowa
W 1893 roku Mahony doszedł do finału wimbledońskiego turnieju pretendentów (All Comers), ale przegrał z Joshuą Pimem. Trzy lata później Mahony zwyciężył w turnieju pretendentów i w finale (challenge round) zmierzył się z Wilfredem Baddeleyem, odnosząc swoje jedyne zwycięstwo wimbledońskie. W 1897 roku miał prawo występu w challenge round jako obrońca tytułu, jednak przegrał z Reginaldem Dohertym. W 1898 roku zakończył udział na Wimbledonie na finale pretendentów, przegrywając z Lawrence’em Dohertym.
W deblu wimbledońskim Mahony doszedł dwa razy do finału turnieju pretendentów. W 1892 roku w parze z Joshuą Pimem przegrał z Haroldem Barlowem i Ernestem Lewisem, a w 1903 roku, z Majorem Ritchiem, uległ braciom Dohertym.
W 1897 roku osiągnął finał mistrzostw USA (obecnie US Open) w parze z Haroldem Nisbetem, przegrywając z George’em Sheldonem i Leo Ware’em.
W 1898 roku Mahony wygrał mistrzostwa Irlandii w grze pojedynczej. Te same zawody wygrywał w mikście w 1895 i 1896 roku. Był także międzynarodowym mistrzem Niemiec (1898, w finale pokonał Joshuę Pima).
W 1900 roku, w barwach Wielkiej Brytanii, Mahony zdobył trzy medale na igrzyskach olimpijskich w Paryżu. W finale singla przegrał z Lawrence’em Dohertym. Srebrny medal zdobył także w mikście z Francuzką Hélène Prévost, ponadto brąz w deblu z Arthurem Norrisem.

### Finały w turniejach wielkoszlemowych

#### Gra pojedyncza (1–1)
| Końcowy wynik | Nr | Data | Turniej           | Nawierzchnia | Przeciwnik       | Wynik finału            |
| ------------- | -- | ---- | ----------------- | ------------ | ---------------- | ----------------------- |
| Zwycięzca     | 1. | 1896 | Wimbledon, Londyn | Trawiasta    | Wilfred Baddeley | 6:2, 6:8, 5:7, 8:6, 6:3 |
| Finalista     | 1. | 1897 | Wimbledon, Londyn | Trawiasta    | Reginald Doherty | 4:6, 4:6, 3:6           |

#### Gra podwójna (0–1)
| Końcowy wynik | Nr | Data | Turniej                              | Nawierzchnia | Partner       | Przeciwnicy             | Wynik finału              |
| ------------- | -- | ---- | ------------------------------------ | ------------ | ------------- | ----------------------- | ------------------------- |
| Finalista     | 1. | 1897 | U.S. National Championships, Newport | Trawiasta    | Harold Nisbet | George Sheldon Leo Ware | 13:11, 2:6, 7:9, 6:1, 1:6 |